# Fontaine-lès-Cappy
Fontaine-lès-Cappy település Franciaországban, Somme megyében. Lakosainak száma 56 fő (2022. január 1.). Fontaine-lès-Cappy Cappy, Chuignes, Dompierre-Becquincourt, Fay és Foucaucourt-en-Santerre községekkel határos.

## Népesség
A település népességének változása:
| Lakosok száma | 53   | 53   | 52   | 51   | 51   | 51   | 52   | 54   | 56   |
|               | 2013 | 2015 | 2016 | 2017 | 2018 | 2019 | 2020 | 2021 | 2022 |